# Gesellschaft für Arabisches und Islamisches Recht
Die Gesellschaft für Arabisches und Islamisches Recht e.V. (GAIR) ist eine 1997 in Bonn gegründete wissenschaftliche Vereinigung, die sich mit Rechtsordnungen und Rechtspraxen des europäischen und des islamischen, insbesondere des arabischen Raums befasst. Sie veranstaltet fachwissenschaftliche Tagungen, Symposien und Seminare. Zu den von ihr herausgegebenen Publikationen gehören die Beiträge zum Islamischen Recht und die Zeitschrift für Recht und Islam.

## Vorstand und Kuratorium
Im Vorstand der GAIR e.V. sowie in dem ihm beratenden Kuratorium sitzen Islam- und Rechtswissenschaftler sowie praktizierende Juristen, die sich mit normativen Fragen zum Islam und/oder dem nah- und mittelöstlichen Recht befassen.
1. Vorsitzende
- Irene Schneider (2015–dato)
- Hans-Georg Ebert (2009–2015)
- Mathias Rohe (2001–2009)
- Ernst Klingmüller (1997–2001)

2. Vorsitzende
- Hatem Elliesie (2009–dato)
- Omaia Elwan (1997–2009)

Vorsitzende des Kuratoriums
- Peter Scholz (2018–dato)
- Hilmar Krüger (2003–2018)
- Ernst Klingmüller (2001–2003)

## Veranstaltungen
Die Mitglieder treffen sich mindestens einmal jährlich zu fachwissenschaftlichen Veranstaltungen, die seit 1998 an unterschiedlichen Standorten und mit verschiedenen Themenschwerpunkten stattfinden.

## Publikationen
In der Publikationsreihe Beiträge zum Islamischen Recht, innerhalb der Reihe Leipziger Beiträge zur Orientforschung, erscheinen regelmäßig die Tagungsbände der Gesellschaft für Arabisches und Islamisches Recht.
Die Zeitschrift für Recht & Islam / Journal of Law & Islam (ZRI) wurde 2009 als GAIR-Mitteilungen gegründet und besteht seitdem als kostenlose open-access-Fachzeitschrift zu Rechtsfragen im Kontext der islamischen Religion, des islamischen Rechts sowie von Rechtssystemen mit islamischen Elementen oder die sich auf islamische Elemente berufen.